# Službeni jezik
Službeni jezik je jezik izričito određen kao takav u ustavu ili zakonu neke zemlje, države ili teritorija.
Polovica zemalja svijeta ima službene jezike. Neke zemlje imaju samo jedan, npr. Albanija, Francuska (iako Francuska ima više domorodačkih jezika), Njemačka i Litva. Neke imaju više službenih jezika, npr. Bjelorusija, Belgija, Bosna i Hercegovina, Kanada, Finska, Afganistan, Paragvaj, Bolivija, Indija, Švicarska i Južna Afrika.
U nekim zemljama, kao što su Irak, Italija i Španjolska, postoji službeni jezik za cijelu državu, ali drugi jezici dijele službeni status u nekim važnim regijama. Neke zemlje, kao što su Sjedinjene Američke Države, nemaju službeni jezik, ali pojedine savezne države imaju službene jezike. Napokon, neke zemlje uopće nemaju službeni jezik, npr. Australija, Eritreja, Luksemburg, Švedska i Tuvalu. 
Na području Perua, svi jezici koji se tamo govore su službeni, a njihov broj iznosi 92
Zbog kolonijalizma i neokolonijalizma, Filipini i neke afričke zemlje imaju službeni i školski jezik (francuski ili engleski) koji nije ni nacionalni ni najrašireniji jezik. S druge strane, zbog nacionalizma, Irska koristi irski jezik kao državni i prvi službeni jezik, iako ga govori malen dio stanovništva.
U nekim zemljama, pitanje koji se jezik treba koristiti u kojim kontekstima predstavlja velik politički problem.